# Wonderland Dizzy
Wonderland Dizzy – przygodowa gra akcji stworzona w 1993 roku przez braci Oliver na platformę Nintendo Entertainment System, a następnie udostępniona po ponad dwudziestu latach w październiku 2015 roku za darmo w sieci. Jest to dziewiąta z kolei gra z serii Dizzy.
Podobnie jak wiele gier z serii Dizzy została przeniesiona na konsolę Nintendo Entertainment System. Wonderland Dizzy było przerobioną wersją gry Magicland Dizzy na platformę Amiga, który był inspirowany wersją na podstawie baśni Alicja w Krainie Czarów Charlesa Lutwidge’a Dodgsona.

## Opis gry
Akcja gry rozgrywa się, gdy Dizzy i jego dziewczyna Daisy spoglądając w ciemność pod nimi, dowiadują się, że to właśnie tam będą w stanie odnaleźć swoich przyjaciół. Popatrzyli na siebie i zdecydowali, że to od nich zależy ocalenie pozostałych, po czym skoczyli w mroczną pustkę. Lecz, ku ich zdziwieniu, zauważyli spadające obok nich dziwne obiekty. Będąc na Mistycznym Monolicie Dizzy i Daisy postanawiają wyruszyć na spotkanie z przygodą w celu uwolnienia mieszkańców Yolkfolk, a przede wszystkim spotykając po drodze różnych postaci, m.in. Pana Kapelusznika, Niebieskiego Królika, Królową Kier i Pana Gąsienicę. Podczas całej rozgrywki Dizzy i Daisy muszą odnaleźć sto gwiazdek, które są poukrywane w różnych miejscach, aby móc bezpiecznie wrócić do domu magicznym portalem.

## Produkcja
Wonderland Dizzy miał trafić na konsolę NES w 1993 roku, jednakże gra nigdy nie została wydana i była uważana za zaginioną. Bracia bliźniacy – Andrew i Philip Oliver, którzy byli odpowiedzialni za stworzenie Dizzy’ego, postanowili przejrzeć stare, archiwalne materiały i natknęli się na nigdy niewydaną grę. Autorzy mieli mapę świata i schowany na dyskietce kod nieskończonego tytułu z września 1993 roku, który zawierał kod źródłowy wersji NES-owej. Niestety, okazał się on bezużyteczny, bo narzędzia potrzebne do skompilowania do formy działającej gry były nie do zdobycia. Kiedy bracia Oliver upewnili się, że tworzona 22 lata temu odsłona nigdy nie ujrzy światła dziennego, postanowili coś z nią zrobić. Uczynili to dzięki pomocy polskiego programisty Łukasza Kura, fana Dizzy’ego z Polski, który przejął nieskończony kod i dopracował go. Oprócz tego, dodał też nowe tryby, opcje językowe czy możliwość rozgrywki dla dwóch osób. Dzięki znalezisku twórców i pracy Łukasza Kury, gra Wonderland Dizzy stała się dostępna z poziomu przeglądarki internetowej.